# Еріх Ферсте
Еріх Ферсте (нім. Erich Förste; 11 лютого 1892, Магдебург — 10 липня 1963, Кіль) — німецький морський офіцер, адмірал крігсмаріне. Кавалер Німецького хреста в золоті.

## Біографія
1 квітня 1910 року поступив на службу морським кадетом в кайзерліхмаріне. Учасник Першої світової війни, 9 серпня 1916 року переведений в підводний флот. З 1 січня 1917 року — вахтовий офіцер на підводному човні U-86, потім командував підводними човнами UB-34 (березень—серпень 1918) і UB-99 (вересень—листопад 1918). Потопив британський пароплав водотоннажністю 3 231 брт і пошкодив британський танкер (7 270 брт). Після закінчення війни залишився на флоті. З березня 1919 року командував ротою корабельної кадрованої дивізії. З 1 липня 1922 року — командир міноносця Т-143, з 2 березня 1925 року — Т-141. 28 вересня 1925 року призначений 2-м офіцером Адмірал-штабу в штабі військово-морської станції «Нордзе», неодноразово виконував обов'язки 1-го офіцера. Закінчив Військово-морську академію (1929). З 15 березня 1929 року — командир кадрованого екіпажу, з 17 квітня 1929 року — 1-й офіцер легкого крейсера «Кенігсберг». 25 вересня 1934 року переведений до Квартирмейстерського відділу Морського керівництва і призначений його начальником. 29 вересня 1937 року призначений командиром легкого крейсера «Карлсруе», а 21 травня 1938 року — лінійного корабля «Гнейзенау». 25 листопада 1939 року здав командування, а 6 грудня очолив центральний відділ військово-морської верфі в Кілі. З 4 лютого 1941 начальник штабу військово-морських верфей у Вільгельмсгафені. 27 вересня 1941 призначений адміралом (1 лютого 1943 року — командувачем-адміралом) в Егейському морі. 22 лютого 1943 замінений віце-адміралом Вернером Ланге і переведений на посаду керівника Вищого морського командування «Нордзе», на цій посаді йому були підпорядковані сили флоту (перш за все охоронні) на Північному морі. 10 липня 1945 року заарештований британською військовою владою. 20 січня 1947 року звільнений.
З 1953 по 1956 рік — головний редактор Marine-Rundschau. В 1955 році написав мемуари про Еріха Редера, видані в 1957 році.

## Звання
- Морський кадет (1 квітня 1910)
- Фенріх-цур-зее (15 квітня 1911)
- Лейтенант (27 вересня 1913)
- Обер-лейтенант (22 березня 1916)
- Капітан-лейтенант (1 січня 1921)
- Корветтен-капітан (1 листопада 1928)
- Фрегаттен-капітан (25 вересня 1934)
- Капітан-цур-зее (1 вересня 1935)
- Контр-адмірал (1 листопада 1939)
- Віце-адмірал (1 вересня 1941)
- Адмірал (1 березня 1943)

## Нагороди

### Перша світова війна
- Залізний хрест 2-го і 1-го класу
- Орден Альберта (Саксонія), командорський хрест 2-го класу з мечами
- Морський нагрудний знак «За поранення» в чорному
- Нагрудний знак підводника

### Міжвоєнний період
- Сілезький Орел 2-го ступеня
- Хрест Левенфельда
- Почесний хрест ветерана війни з мечами
- Медаль «За вислугу років у Вермахті» 4-го, 3-го, 2-го і 1-го класу (25 років)

### Друга світова війна
- Застібка до Залізного хреста 2-го і 1-го класу
- Німецький хрест в золоті (25 травня 1943)